# Bataille de Brandy Station
Guerre de Sécession
La bataille de Brandy Station (aussi connue sous les noms de Fleetwood Hill ou Beverly Ford) est l'un des plus importants combats de cavalerie de la guerre de Sécession. Elle a lieu le 9 juin 1863, faisant partie de la campagne de Gettysburg entre les troupes de l'Union sous les ordres du major général Alfred Pleasonton et celles confédérées sous les ordres du major général J.E.B. Stuart.

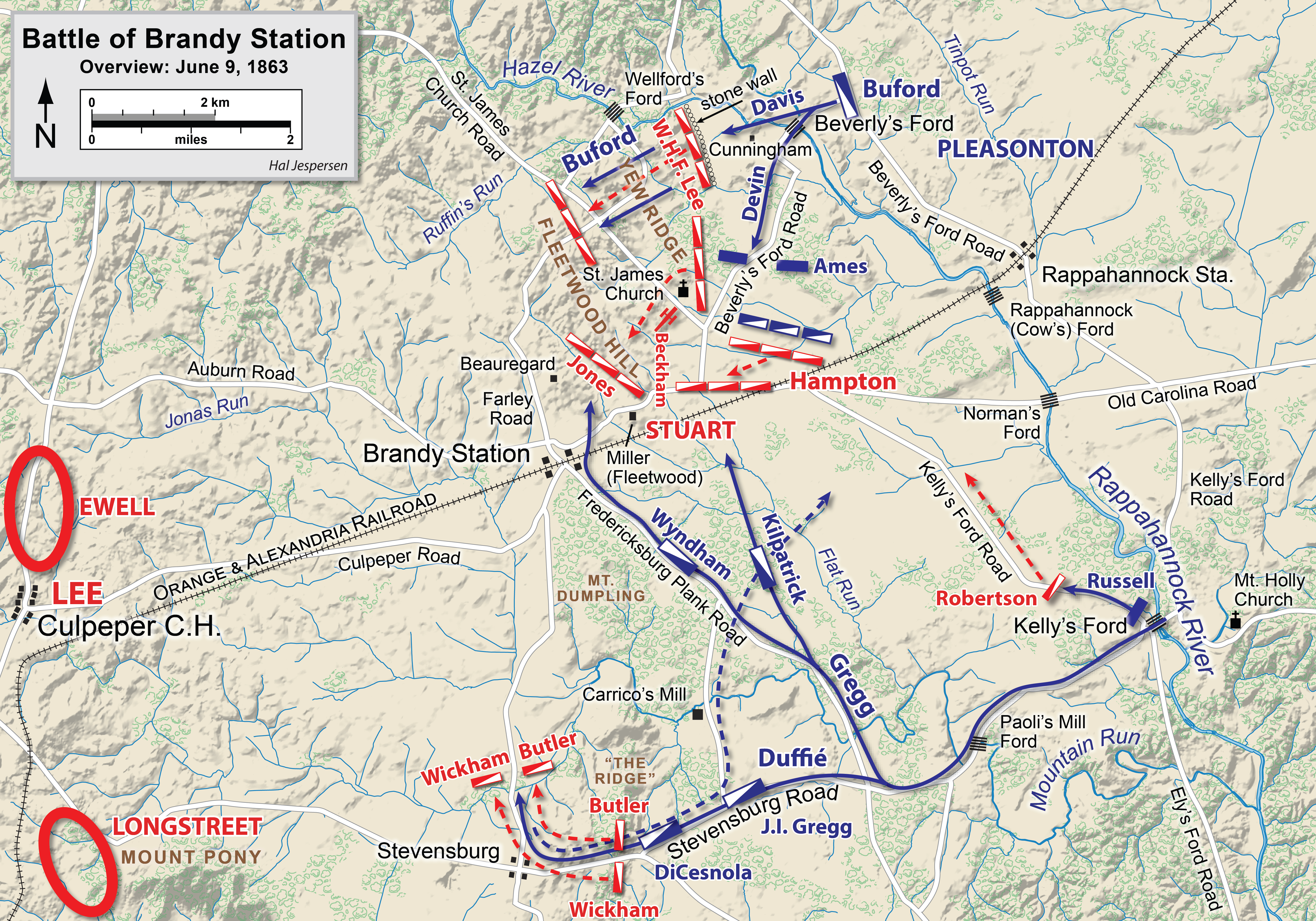
Carte de la bataille de Brandy Station.

Un corps de cavalerie nordiste, d'environ 11 000 hommes, sous les ordres du général Alfred Pleasonton, surprend la cavalerie de J.E.B. Stuart, découvrant ainsi les mouvements de l'armée sudiste. Les combats durent toute la journée et le cours de la bataille change à plusieurs reprises. Les fédéraux se retirent à la fin de la journée sans avoir toutefois découvert l'infanterie confédérée qui campe près de Culpeper.
Stuart, fortement critiqué, lancera son raid autour de Gettysburg en partie pour rétablir sa réputation mais il ne remplira alors que tardivement son rôle de reconnaissance pour l'armée sudiste, contribuant ainsi involontairement à la défaite de son camp.

## Sources
- James MacPherson, La guerre de sécession, Paris, Robert Laffont, 1991, 1004 p. (ISBN 978-2-221-06742-0, OCLC 715258858), p. 710.
- (en) Mark M. Boatner III, The Civil War Dictionary, Vintage Books, 1988 (1re éd. 1959) (ISBN 978-0-679-73392-8).